# 国道1号線 (モロッコ)
国道1号線（こくどう1ごうせん、アラビア語: الطريق الوطنية 1、フランス語: Route nationale 1、N1）は、モロッコの国道である。
北端はモロッコの北西海岸のタンジール、南端はモロッコが領有を主張する西サハラ・ゲルゲラトのモーリタニアとの国境である。国土の西側の大西洋岸に沿って走る重要な道路であり、アライシュ、ラバトなどの重要な都市を通過する。ラバトとタンジェの間の大部分はA5ラバト・タンジェ高速道路と並走する。総距離は2,379キロメートルで、モロッコで最も長い国道である。
国道1号線は、モロッコから西サハラ、モーリタニアを経由してセネガルのダカールまで続く主要な輸送回廊の一部となっている。